# Sue perdue dans Manhattan
Pour plus de détails, voir Fiche technique et Distribution.
Sue perdue dans Manhattan (Sue) est un film américain réalisé par Amos Kollek, sorti le 16 septembre 1998.

## Synopsis
Désespérément seule, Sue erre dans New York. De compagnies épisodiques en recherches d'emploi infructueuses, désemparée, elle se laisse peu à peu engloutir par une ville froide et agressive.

## Fiche technique
- Titre : Sue perdue dans Manhattan
- Titre original : Sue
- Réalisation : Amos Kollek
- Scénario : Amos Kollek
- Musique : Chico Freeman
- Pays d'origine : États-Unis
- Genre : Drame
- Durée : 87 minutes
- Date de sortie : 16 septembre 1998

## Distribution
Légende : Version Québécoise = VQ
- Anna Thomson (VQ : Linda Roy) : Sue
- Matthew Powers (VQ : Pierre Auger) : Ben
- Tahnee Welch (VQ : Camille Cyr-Desmarais) : Lola
- Tracee Ellis Ross (VQ : Christine Séguin) : Linda
- John Ventimiglia (VQ : Manuel Tadros) : Larry
- Edoardo Ballerini : Eddie
- Matthew Faber : Sven
- Robert Kya-Hill : Willie